# Schema aldabricum
Schema aldabricum är en tvåvingeart som beskrevs av Wayne N. Mathis och Tadeusz Zatwarnicki 2003. Schema aldabricum ingår i släktet Schema och familjen vattenflugor.
Artens utbredningsområde är Seychellerna. Inga underarter finns listade i Catalogue of Life.